# De facto (2023)
De Facto es una ficción documental austro - alemana con dirección y guion de Selma Doborac estrenado en 2023. El documental se proyectó en la sección Foro del Festival Internacional de Cine de Berlín 2023y ganó el Premio al Mejor Largometraje del Festival Internacional de Cine de Gijón en noviembre del mismo año.

## Trama
Los dos actores están sentados cada uno en un pabellón de un parque, frente a una mesa diseñada por el artista Heimo Zobernig. Realizan intervenciones individuales en tomas largas, dirigidas al espectador. Se trata principalmente de informes de los perpetradores en forma de declaraciones de testigos que oscilan entre la explicación, la justificación y la disculpa hasta una explicación filosófica de los crímenes.
Los actores reflexionan sobre la “inevitabilidad” de sus acciones, hablan de cuerpos “inútiles”, de “ethos” y de una “lucha por la disciplina y la pureza”.  Escuchar es difícil de soportar.
En los 130 minutos, la directora solo utiliza siete cortes.

## Reparto
- Christoph Bach
- Cornelius Obonya

## Origen
La película se realizó con el apoyo del Ministerio Federal de Arte, Cultura, Función Pública y Deportes, así como de los estados federales de Baja y Alta Austria. 

## Crítica
Marina Pavido escribe: “En De Facto no se necesitan escenografías complejas, ni material de archivo, ni un gran número de actores ni la recreación de determinados acontecimientos históricos en el plató. Al contrario, la directora se concentra en lo esencial y opta por una producción bien pensada y muy minimalista que, sin embargo, cumple perfectamente sus intenciones.”
La declaración del jurado del Premio Caligari de Cine afirmó que desde la primera frase pronunciada se desarrolla una tendencia hacia la crueldad humana. La película no presenta simplemente a dos perpetradores, sino que ofrece “una reflexión escénica sobre la perpetración y las dimensiones sociopsicológicas de la violencia masiva”.

## Premios
- Premio Caligari de Cine 2023
- Crossing Europe – Premios Artistas Locales 2023
- Mejor Largometraje del Festival Internacional de Cine de Gijón 2023[5]